# Ostéotomie

Ostéotomie

Du grec oste : os ; et tomê : section, coup, l'ostéotomie désigne la section chirurgicale d'un os, pour en modifier son axe, sa taille ou sa forme, à des fins thérapeutiques ou plastiques.

## Ostéotomies maxillofaciales

### Ostéotomies de la mâchoire
Elles consistent à cliver (sectionner) la mandibule ou le maxillaire dans son épaisseur pour libérer la portion dentée et permettre sa mobilisation dans les trois plans de l'espace. Ces deux types d'ostéotomie peuvent être réalisés isolément ou conjointement.

#### Section de la mandibule
Pour la mandibule, différents tracés du trait de section existent. Ils traduisent l'évolution au fil du temps de cette technique. Les incisions sont endo buccales, avec parfois un abord punctiforme sur la joue. Le point commun des modes de clivage est de sectionner la mandibule dans un plan vertical, en dehors de dents et du nerf alvéolaire inférieur qui chemine dans l'épaisseur de cet os, pour libérer une portion interne, ou valve interne, portant l'arcade dentaire, et une portion externe dite valve externe, reliée au crâne par l'articulation temporo mandibulaire. Une fois le repositionnement de l'arcade dentaire réalisé (avancée recul, recentrage, horizontalisation) la synthèse (solidarisation) des deux fragments est réalisée. Différentes possibilités existent aussi dans ce domaine : utilisation de plaques ou de vis.

#### Section du maxillaire
Pour le maxillaire, l'abord est exclusivement endo-buccal, le maxillaire est sectionné dans un plan horizontal passant au-dessus des dents. Le maxillaire est abaissé et reste solidaire du voile du palais. Après repositionnement, des plaques  en forme de "L" sont utilisées pour la synthèse et l'immobilisation.

#### Ostéotomie bimaxillaire
Elle combine les ostéotomies maxillaires et mandibulaires. Il est fréquent d’y associer une disjonction maxillaire si l’arche maxillaire (supérieure) est trop étroite.

### Ostéotomie du menton
Plutôt que d'insérer un implant du menton, le chirurgien maxillofacial peut pratiquer une ostéotomie en glissant l'os vers l'avant dans le cadre d'une génioplastie.

### Ostéotomie du nez
Dans une rhinoplastie, le chirurgien doit parfois pratiquer une ostéotomie sur le patient.

### Ostéotomie frontofaciale
L'ostéotomie frontofaciale (synonymes : avancement frontofacial, Le Fort IV) vise à traiter les cas graves de craniosynostose en avançant à la fois le front et la position des orbites. Toutefois, c'est une procédure à risque qui peut entraîner la cécité dans certains cas.

## Ostéotomies du genou
Ces interventions corrigent une déformation du membre inférieur en redressant le tibia ou, plus rarement, le fémur. Elles sont effectuées par section de l'os, redressement puis maintien de cette correction. Il s'agit donc d'une fracture contrôlée qui nécessite d'attendre la consolidation osseuse obtenue par la survenue d'un cal osseux.

### Indications
L'ostéotomie a pour but de traiter certaines arthroses localisées à une partie du genou. L'ostéotomie, en corrigeant l'alignement du membre inférieur, permet de rééquilibrer les pressions au niveau du genou en les diminuant au niveau de la zone arthrosique pour les reporter sur la zone saine. L'ostéotomie ne modifie donc pas l'arthrose qui existait et le pincement articulaire persistera. Mais elle a un double objectif : soulager les douleurs, stabiliser l'arthrose en stoppant l'aggravation du pincement articulaire, ce qui est d'autant plus important que le sujet est plus jeune.
L'ostéotomie tibiale ou fémorale peut aussi redresser un genu valgum ou un varus.

### Technique
L'intervention consiste donc à sectionner l'os. Pour le redresser il est possible d'enlever un coin osseux (ostéotomie de fermeture) ou d'ajouter une cale (ostéotomie d'ouverture), le plus souvent osseuse, par greffe prélevée sur le bassin.

### Suites opératoires
La marche ou n'importe quel mouvement exerce une force considérable sur le genou. En général, il est conseillé de ne marcher que par obligation durant les 6 mois suivant l'opération, à l’aide de deux cannes. Une attelle doit toujours être maintenue lors des déplacements du patient, et durant le sommeil pendant cette période.

## Ostéotomies du pied

### Hallux valgus

#### Indication
L'ostéotomie est utilisée pour redresser un Hallux Valgus. Les chirurgiens pratiquent couramment maintenant des sections osseuses (ostéotomies), qui modifient l’architecture du pied, améliorant considérablement les résultats.
En sus de la section ou l’allongement des parties molles, on réalise des sections-réorientation des os. Celles-ci permettent de corriger toutes les déformations possibles : on peut ainsi abaisser un os, le réorienter dans l’axe du pied, le raccourcir si besoin…. Les cicatrices, de quelque cm siègent en général à la partie interne du pied en regard du gros orteil, et au-dessus du pied.

#### Technique
Les os sont fixés par du matériel métallique que l’on ne retire pas, en général ce sont des toutes petites vis et des agrafes. Les deux types d’ostéotomies les plus pratiquées sont celle de Scarf et le Chevron.

### Pied bot

#### Indications
Différentes ostéotomies sont à envisager selon la difformité du pied bot.
- Cheville vara
- Pied bot varus équin
- Pied bot équin

#### Technique
L'ostéotomie valgisante ou l'ostéotomie varisante sont réalisées, associées très souvent à l'ostéotomie du péroné.
L’ostéotomie de dérotation du calcaneum est une intervention à visée morphologique permettant une marche alignée.

La chirurgie est pratiquée pour corriger la position anormale des tendons, des ligaments et des articulations. Après la chirurgie, un plâtre est installé pour maintenir le pied dans la bonne position et il doit être gardé pendant 10 à 12 semaines.

Il est possible de pratiquer une ostéotomie lorsque l'enfant a atteint l'âge de 5 ans, ou une arthrodèse (fusion et stabilisation des os) lorsque l'enfant est âgé d'au moins 10 ans. La plupart des enfants ne nécessitent qu'une intervention chirurgicale.

## Ostéotomie Spinale
L'ostéotomie spinale ou vertébrale vise à corriger une deformation du dos, retablir l'equilibre et/ou soulager une douleur.

### Osteotomie Smith-Petersen
Dans la methode Smith-Petersen (OSP), la correction se fait dans l'espace inter-vertebral. Le disque entre les vertebres doit être mobile afin d'articuler entre elles les vertèbres. La partie inférieure du pedicule de la vertbre supérieure est alors sectionné ainsi que la partie supérieure du pedicule inférieur afin d'articuler les vertèbres.
Cette méthode permet de gagner de  9,3° à 10,7° de lordose.

### Osteotomie TransPediculaire (OTP)
La methode transpediculaire au sein même d'une vertèbre. La partie posterieure de la vertèbre, dont le pédicule, est retirée. Puis, une portion triangulaire du corps de la vertèbre est sectionnée afin de pouvoir replier la vertèbre sur elle même.
Cette methode permet de corriger 30 à 40° de déformation.